# Кызыл-Байрак (Узгенский район)
Кызыл-Байрак (кирг. Кызыл-Байрак) — высокогорное село в Кыргызстане, в составе в Узгенского района Ошской области. Входит в  Саламаликский аильный округ.
Расположено на юго-западе республики на высоте 2070 м. Находится северо-восточнее админцентра аильного округа Саламалика.
Основа экономики — сельское хозяйство.
По состоянию на начало 2023 года население села составляло 1421 житель., в 2021 году – 1008 чел., в 2009 году – 879 человек.
Почтовый индекс	– 723620. Телефонный код – +996.